# Shibata Katsuie
En aquest nom japonès, el cognom és Shibata.
Shibata Katsuie (柴 田 勝 家, 1522 - 14 juny de 1583) o Gonroku (権 六) va ser un comandant militar durant el període Sengoku de la història del Japó sota les ordres d'Oda Nobunaga.
Katsuie va néixer dins el clan Shibata, una branca militar del clan Shiba (descendents del clan Ashikaga).
Originalment, va servir a Oda Nobuyuki, germà menor de Nobunaga, qui el 1556 va llançar un cop d'estat en contra de Nobunaga però després de la derrota en la batalla d'Ino li va retirar el seu suport i va passar al bàndol de Nobunaga, de manera que aquest li va prometre que prendria núpcies amb la seva germana menor, Oichi. No obstant això, en 1564 Oichi va contreure nupcias amb Azai Nagamasa, qui acabaria encarant la coalició Oda/Tokugawa durant la batalla d'Anegawa el 1570 (que perdrien els Azai juntament amb els Asakura). Durant una segona batalla, la d'Odani de 1573, Nagamasa sabia que no tenia possibilitats davant de l'exèrcit d'Oda pel que va enviar de tornada a la seva esposa juntament amb les seves tres filles i va cometre seppuku juntament amb el seu fill. Katsuie no va estar present a Anegawa, ja que el seu castell, el Chokoji estava assetjat per 4000 soldats. Finalment va poder vèncer en aquesta batalla a causa d'un atac "tots fora" que va fer que els soldats es retiressin. Aquesta, juntament amb altres victòries brillants, li va guanyar el reconeixement popular i era conegut com a "Oni Shibata".
En 1575, després de prendre el control de la província d'Echizen, va guanyar el castell Kitanosho i se li ordenà que conquerís la regió Hokuriku. Després de controlar les províncies de Kaga i Noto, va començar la seva campanya en contra de la província d'Etchu en 1581. El 1582, Nobunaga va cometre seppuku durant l'"incident de Honnō-ji" però Katsuie es trobava al setge de Matsukura enfrontant-se a l'armada del clan Uesugi, pel que no podia tornar.
En una reunió a Kiyosu per determinar qui havia de ser el successor de Nobunaga, va recolzar a Oda Nobutaka, tercer fill de Nobunaga. Katsuie es va unir amb Takigawa Kazumasa per enfrontar a Toyotomi Hideyoshi en batalla. La dura nevada, a més de l'atac de les tropes d'Uesugi li van impedir poder assistir als seus aliats que van ser derrotats. Les seves tropes, sota el comandament de Sakuma Morimasa, van assetjar a Nakagawa Kiyohide a Shizugatake per tractar d'aparellar les lluites a la batalla. Sakuma va ignorar les ordres de Katsuie de només provar les defenses de l'enemic i va ser destruït per l'exèrcit d'Hideyoshi. Katsuie es va replegar al castell Kitanosho, però amb l'exèrcit destruït, no tenia més opcions que rendir-se. Katsuie li va demanar a Oichi que s'anés amb les seves filles i fugís, però ella va decidir quedar-se amb ell i van cometre seppuku després de calar-li foc al castell.